# Atlantiska orkansäsongen 1997
Den atlantiska orkansäsongen 1997 pågick officiellt från den 1 juni 1997 till den 30 november 1997. Historiskt sett bildas de allra flesta tropiska cyklonerna under denna period på året.
Säsongen var mycket inaktiv med endast sju namngivna stormar, varav tre nådde orkanstyrka. Det var första gången sedan säsongen 1961 ingen tropisk storm bildades i Atlanten i augusti. En kraftig El Niño tros vara orsaken till den inaktivitet.
Orkanen Danny dödade fyra och orsakade skador för uppskattade 100 miljoner dollar när den drog in över land nära Mississippiflodens mynning. Orkanen Erika, säsongens kraftigaste storm passerade 130 km ifrån Små Antillerna, tillräckligt långtifrån för att öarna inte skulle känna av orkanförhållanden. Orkanen Danny var säsongens enda storm som drog in över land.